# Mick Martin
Michael Paul "Mick" Martin (ur. 9 lipca 1951 w Dublinie) – irlandzki piłkarz występujący na pozycji pomocnika.

## Kariera klubowa
Martin karierę rozpoczynał w 1968 roku w zespole Bohemians. W sezonie 1969/1970 zdobył z nim Puchar Irlandii. Na początku 1973 roku przeszedł do angielskiego Manchesteru United. W Division One zadebiutował 24 stycznia 1973 w zremisowanym 0:0 meczu z Evertonem. W sezonie 1973/1974 spadł z zespołem do Division Two.
W 1975 roku Martin został graczem innego zespołu tej ligi, West Bromwich Albion. W sezonie 1975/1976 wywalczył z nim awans do Division One. Tam w barwach WBA występował przez dwa sezony. W 1978 roku odszedł do Newcastle United z Division Two. Spędził tam pięć sezonów.
W 1983 roku Martin przeszedł do kanadyjskiego Vancouver Whitecaps z NASL. Grał także w jego sekcji indoor w lidze MISL. W 1984 roku odszedł do Cardiff City (Division Two). Następnie występował w zespołach Peterborough United (Division Four), Rotherham United (Division Three) oraz Preston North End (Division Four). Karierę zakończył w 1986 roku.

## Kariera reprezentacyjna
W reprezentacji Irlandii Martin zadebiutował 10 października 1971 w przegranym 0:6 meczu eliminacji Mistrzostw Europy 1972 z Austrią. 18 czerwca 1972 w wygranym 3:2 pojedynku towarzyskiego turnieju Taça Independência z Ekwadorem strzelił swojego pierwszego gola w kadrze. W latach 1971–1983 w drużynie narodowej rozegrał 52 spotkania i zdobył 4 bramki.